# Sportpark Pernis
Sportpark Pernis is een sportpark van de Nederlandse voetbalclub Vv Pernis.

## Interlands
| #  | Datum         | Wedstrijd            | Uitslag | Competitie        |
| -- | ------------- | -------------------- | ------- | ----------------- |
| 1. | 26 maart 2008 | Armenië – Kazachstan | 1 - 0   | Vriendschappelijk |

Bijgewerkt t/m 25 juli 2013